# ワスレグサ科
ワスレグサ科 (Asphodelaceae) はキジカクシ目に属する植物の科の一つである。多くの植物分類体系で認められているが、含む植物の範囲は大きく変化してきた。現在のAPG IV体系ではおよそ40属900種を含む。

## 特徴
次の3亜科が含まれる。
- ススキノキ亜科 (Xanthorrhoeoideae)はオーストラリア固有のススキノキ属(Xanthorrhoea)のみを含み、太い木質の茎と密な穂状花序が特徴である。
- ツルボラン亜科 (Asphodeloideae)はアロエやハオルシアなどの多肉植物を含むが、シャグマユリなどの花卉も含まれる。
- ワスレグサ亜科 (Hemerocallidoideae)は多様な植物を含み、中でもワスレグサ属は花卉としてよく栽培される。

これら3亜科に共通する特徴は乏しいが、以下のようなものがある。
- アントラキノン誘導体を含有する
- 基部のロゼットから立ち上がった花茎に花序をつける
- 花柄から分岐した小花柄の先に花をつける
- 胚珠の基部に木質の盤状組織である合点盤 (hypostase) を有する

## 分類
キジカクシ目は、ワスレグサ科を含む基盤的な側系統群である"lower Asparagales"、ヒガンバナ科（広義）とキジカクシ科（広義）を含む強く支持された単系統群である"core Asparagales"からなる。
1981年のクロンキスト体系では、現在のワスレグサ科に含まれる植物はユリ科に置かれていた。クロンキストはユリに似た単子葉植物の分類に苦労した末、現在のキジカクシ目とユリ目の大部分をユリ科(Liliaceae)内に押し込んだ。
1998年のAPG体系初版では、Asphodelaceae、Hemerocallidaceae、Xanthorrhoeaceaeの3科が置かれた。形態学的な解析ではこれらの3科が単一のクレードを形成することは必ずしも支持されなかったものの、分子系統解析では近縁であるとされ、2003年のAPG II体系ではこれらの3科を1科にまとめるオプションが追加されて科名はXanthorrhoeaceae（ススキノキ科）とされた。2009年のAPG III体系では3科を個別の科として維持するオプションが削除され、3科はそれぞれ亜科階級（Asphodeloideae、Hemerocallidoideae、Xanthorrhoeoideae）として扱われるようになった。2016年のAPG IV体系では、学名「Asphodelaceae」が2017年に保存名とされることを見越し、科名がXanthorrhoeaceaeからAsphodelaceaeに変更された。

## 下位分類

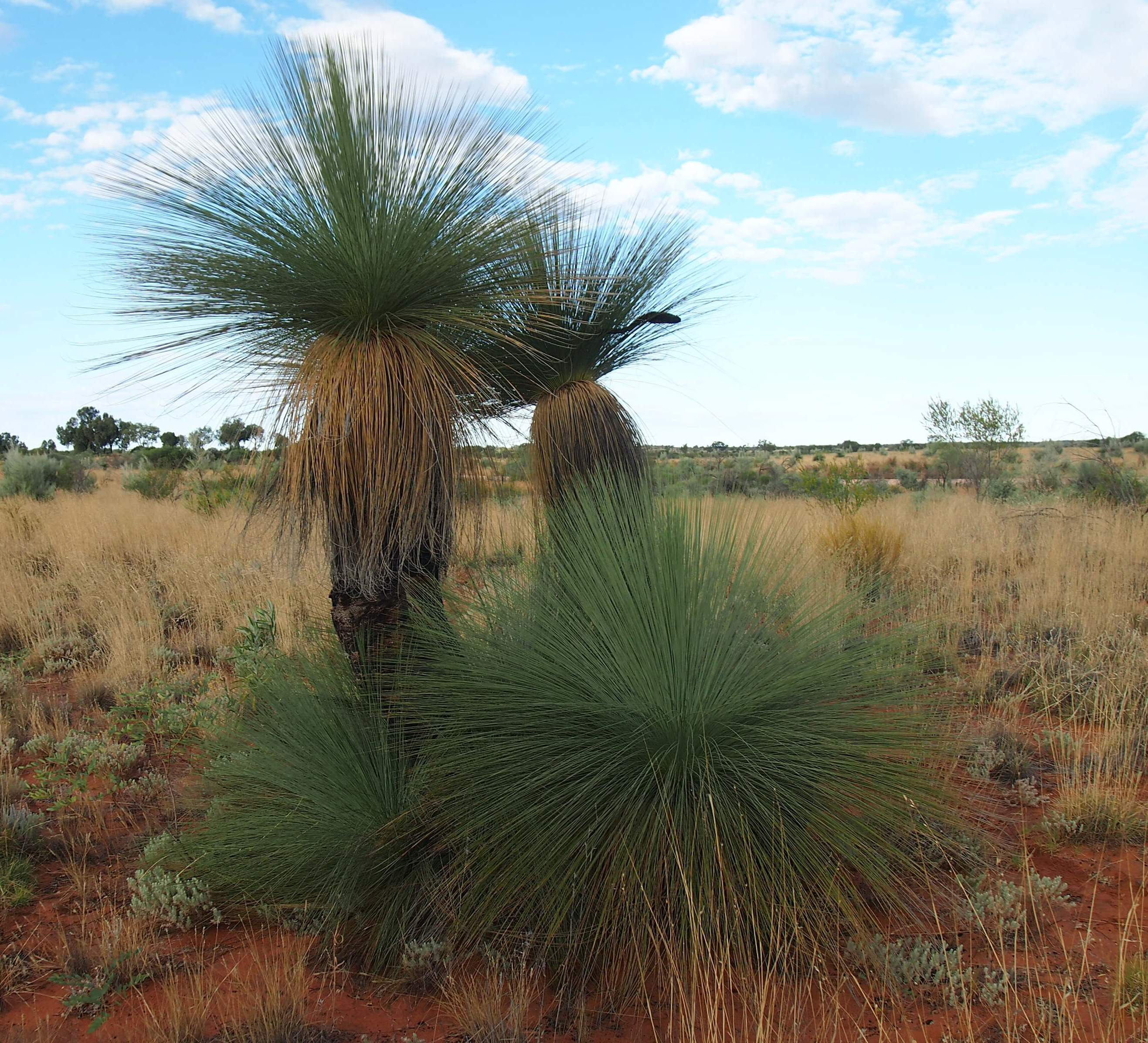
Xanthorrhoea thorntonii

参照は各亜科の英語版Wikiを参照とした。

### ススキノキ亜科（Xanthorrhoeoideae）
1998年に発表されたAPG体系初版では、ススキノキ科とされていた亜科。一部種はダシポゴン科に移動されている。細い葉と水分を貯蓄する太い幹と、密集した穂状花序を持っているのが特徴。かつては多くの種と科を含んだが、現在はススキノキ属のみを含む単型の亜科となっている。

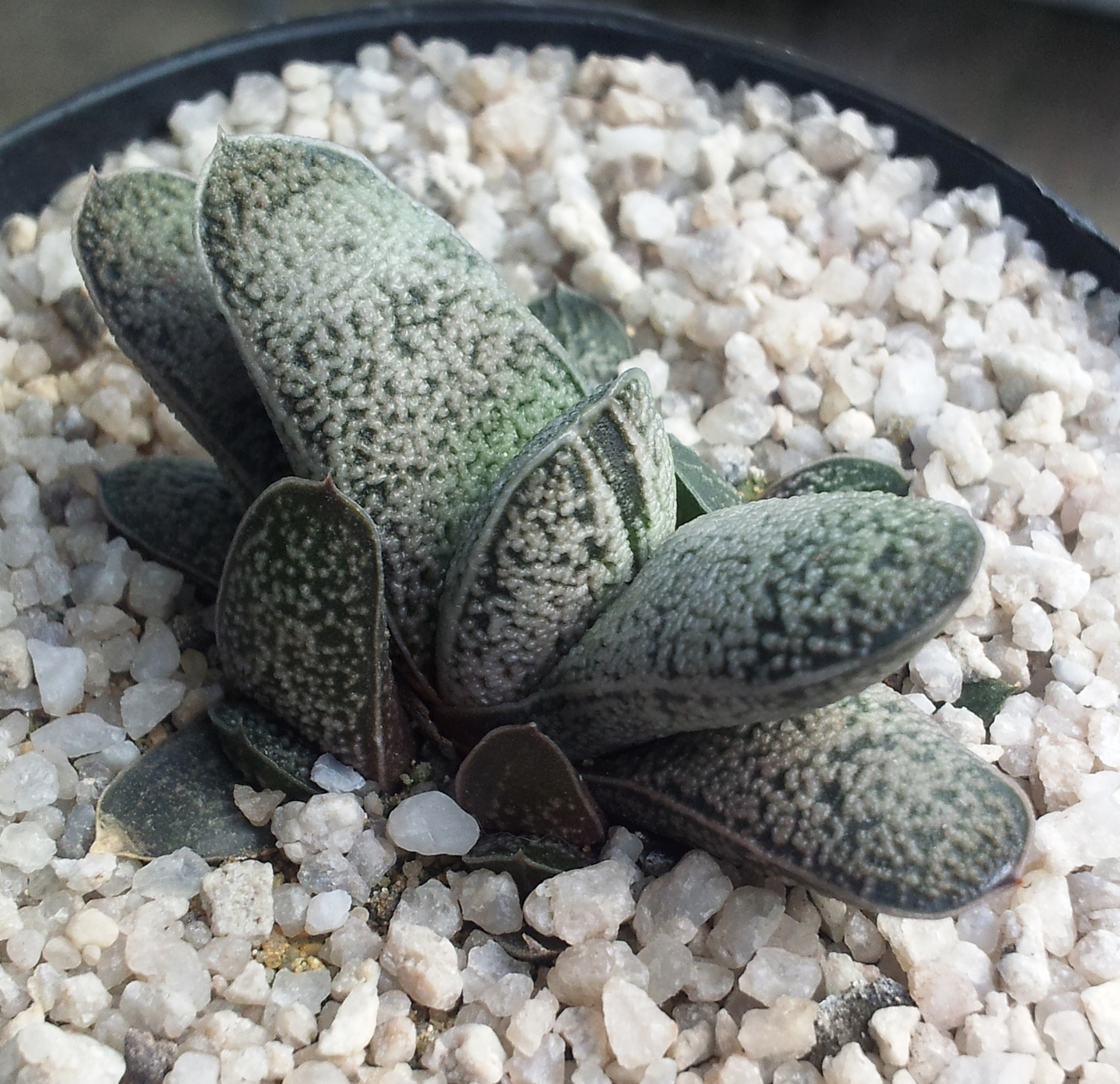
ガステリア

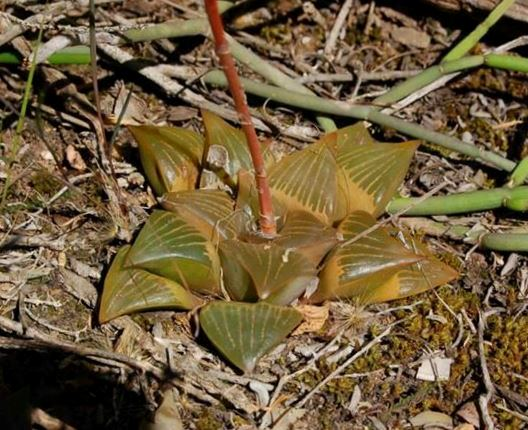
Haworthia retusa

- ススキノキ属（Xanthorrhoea）

### ツルボラン亜科（Asphodeloideae）
1998年に発表されたAPG体系初版では、ツルボラン科とされていた亜科。多肉植物のハオルシア、アロエ、アストロロバや、雑草のツルボラン、ハナツルボラン、ハナアロエなどを含む。
- アストロロバ属（Astroloba）
- アフォデリネ属（Asphodeline）
- アロエ属（Aloe）
  - アロエ・ディコトマ（Aloidendron dichotomum）
  - アロエベラ（Aloe vera）
- エレムルス属（Eremurus）
- ガステリア属（Gasteria）
  - 臥牛（Gasteria armstrongii）
- ゴニアロエ属（Gonialoe）
- コルトリリオン属（Chortolirion）
- シャグマユリ属（Kniphofia）
- ツルボラン属（Asphodelus）
- トゥリスタ属（Tulista）
- トラキアンドラ属（Trachyandra）
- ハオルチア属（Haworthia）
  - 十二の巻（Haworthia fasciata）
- ブルビネ属（Bulbine）
- ブルビネラ属（Bulbinella）
- ロマトフィラム属（Lomatophyllum）

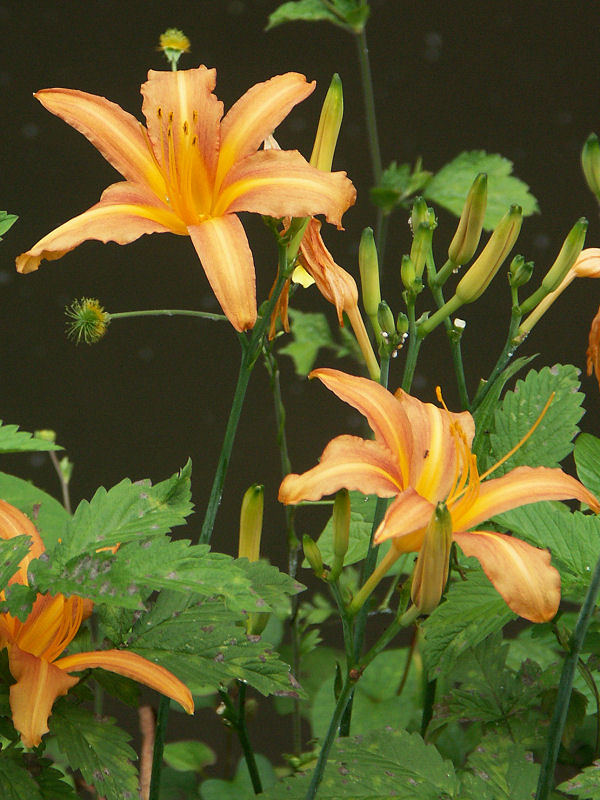
ノカンゾウ（野萱草）

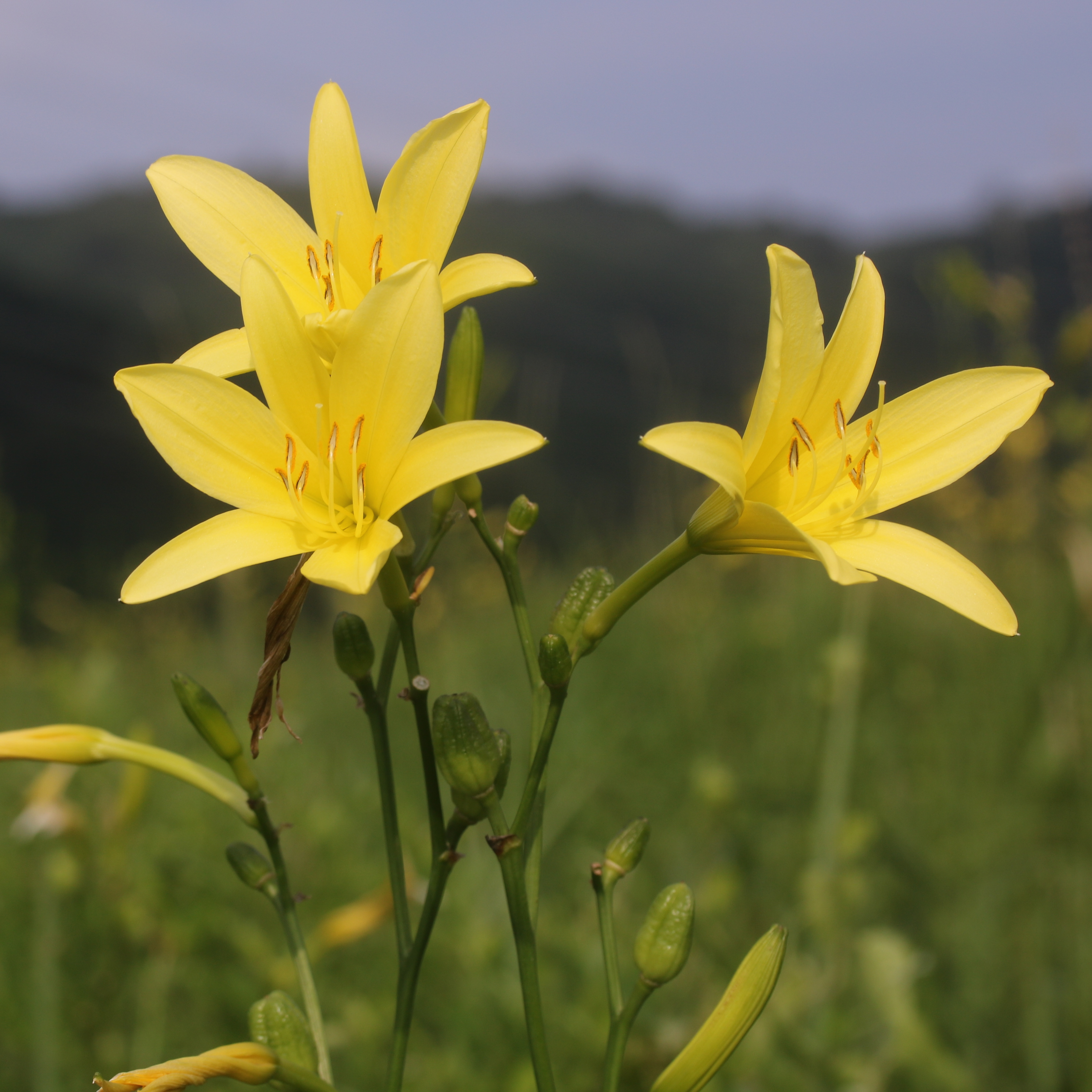
ユウスゲ（夕菅）

### ワスレグサ亜科（Hemerocallidoideae）
ニッコウキスゲやカンゾウなどを含む。ユリ科の花に似た花を付ける種類が多い。マオランやキキョウラン等も含む大きな亜科である。
- アグロストクリヌム属（Agrostocrinum）
- アルノクリヌム属（Arnocrinum）
- エクスクレミス属（Excremis）
- カエシア属（Caesia）
- キキョウラン属（Dianella）
- ゲイトノプレシウム属（Geitonoplesium）
- コリノテカ属（Corynotheca）
- ジョンソニア属（Johnsonia）
- スティパンドラ属（Stypandra）
- テリオネマ属（Thelionema）
- トリコリーネ属（Tricoryne）
- パシテア属（Pasithea）
- ヘルポリロン属（Herpolirion）
- ヘンスマニア属（Hensmania）
- マオラン属（Phormium）
- ワスレグサ属（Hemerocallis）